# Assassin's Creed: Altaïr's Chronicles
Assassin's Creed: Altaïr's Chronicles is een computerspel uit 2008, ontwikkeld voor Nintendo DS, Android, Apple iOS, WebOS, Symbian en Windows Phone 7 door het Franse Gameloft en uitgegeven door Ubisoft. Het spel is een prequel van Assassin's Creed uit 2007, en volgt de belevenissen van diens hoofdpersoon Altaïr Ibn La-Ahad.
Naast de drie steden uit het origineel vindt Altaïr's Chronicles ook plaats in de steden Tyrus en Aleppo. De tweede hoofdpersoon uit Assassin's Creed, Desmond Miles, speelt geen rol in het verhaal van Altaïr's Chronicles, al komt de Animus, die in Assassin's Creed werd geïntroduceerd, wel voor.

## Platforms
| Jaar | Platform                     |
| ---- | ---------------------------- |
| 2008 | Nintendo DS                  |
| 2009 | iPhone                       |
| 2010 | Android, Windows Phone, iPad |

## Ontvangst
| Beoordeeld door            | Platform    | Datum            | Score |
| -------------------------- | ----------- | ---------------- | ----- |
| IGN                        | iPhone      | 23 april 2009    | 83%   |
| appadvice                  | iPhone      | 18 mei 2009      | 80%   |
| TouchGen                   | iPhone      | 7 mei 2009       | 80%   |
| Nintendo Front             | Nintendo DS | 25 februari 2008 | 76%   |
| IGN                        | Nintendo DS | 6 februari 2008  | 70%   |
| Cheat Code Central         | Nintendo DS | 8 februari 2008  | 68%   |
| Power Unlimited            | Nintendo DS | 23 april 2008    | 68%   |
| UGO (UnderGroundOnline)    | Nintendo DS | 19 februari 2008 | 67%   |
| Eurogamer.net (GB)         | Nintendo DS | 15 februari 2008 | 50%   |
| PAL Gaming Network (PALGN) | Nintendo DS | 6 mei 2008       | 40%   |